# 쇼니 노리요리
쇼니 노리요리（少弐 教頼, しょうに のりより）는, 일본 무로마치 시대(室町時代)의 무장(武将)으로 쇼니씨(少弐氏) 14대 당주이다. 한국의 《조선왕조실록》에는 소이전 등교뢰(小二殿 藤敎賴) 또는 등원교뢰(藤源敎賴)라고 나오는데, 쇼니 씨의 혼세가 후지와라(藤源, 도지藤氏)이다.

## 약력
에이코(永享) 5년(1433년) 아버지 쇼니 미쓰사다(少弐満貞)와 형 스케쓰구(資嗣)가 오우치 모치요(大内持世)와의 전투에서 패하고 전사하자, 노리요리는 형 요시요리(嘉頼)와 함께 쓰시마(対馬)로 달아날 수 밖에 없었고, 그곳에서 소 사다모리(宗貞盛)의 비호를 받게 되었다. 쓰시마에서 원복을 치르고 가독(家督)을 상속받은 형 요시요리는 에이코 12년(1440년) 무로마치 6대 쇼군(将軍) ・ 아시카가 요시노리(足利義教)에 의해 오우치 모치요와의 사이에 화친이 성립되고, 쇼니 씨의 존속이 인정된 이듬해(1441년) 21세로 요절하였다.
노리요리는 형 요시요리와 마찬가지로 원복을 치를 때 쇼군 요시노리로부터 이름자 한 자를 받아서 「노리요리」를 칭하였고, 형의 죽음으로 가독을 이었다. 그러나 그해 가키쓰(嘉吉) 원년(1441년) 6월 24일에 발발한 가키쓰의 난(嘉吉の乱) 이후 난을 주도했던 아카마쓰 미쓰스케(赤松満祐)의 동생으로 규슈(九州)로 도망쳐 온 노리시게(則繁)를 숨겨주고 그가 조선으로 탈출하는 데에도 협력하였기에, 10월 14일 오우치 노리히로(大内教弘)나 오토모 지카쓰나(大友親綱), 시가 지카요시(志賀親賀) 등은 막부의 노리요리 추토 명령을 받았다.。쫓기는 신세가 된 노리요리는 다시금 쓰시마로 달아났고, 이듬해인 가키쓰 2년(1442년) 12월 15일 시가 지카요시 등은 오토모 모치타다(大友持直)나 오우치 노리유키(大内教幸)와 함께 노리요리의 소재를 수색하고 있었다.
한국의 《세종실록》에는 왜인(倭人) 돈사문(頓沙文)을 통해 쇼니 도노 즉 쇼니 노리요리가 전쟁에 패하여 그의 영토를 잃고 5천 명의 군사를 거느리고 쓰시마로 와서 머무르고 있다는 소식을 접한 세종이, 만약 양식이 다 떨어져서 굶주리게 되면 자칫 조선으로 쳐들어 올 경우에 대비책을 세울 것과 실제로 쇼니 노리요리가 쓰시마에 있는 것이 사실인지를 삼포를 오가는 왜인들에게 물어서 알아보도록 경상 좌ㆍ우도 병마 도절제사(兵馬都節制使)와 수군 도안무처치사(水軍都安撫處置使)에게 전지하였다고 적고 있다.
분안(文安) 3년(1446년) 장인인 쓰시마 도주 사다모리가 교토로 상경해 간레이(管領) 호소카와 가쓰모토(細川勝元)에게 노리요리가 처한 궁지 상황을 호소하였고 아울러 노리요리의 사면을 요청하기도 하였다. 이듬해 분안 4년(1447년), 사다모리로부터 사면 소식을 듣게 된 노리요리는 비젠국(肥前国)으로 돌아왔다. 분안 5년(1448년) 1월, 일본으로 귀국한 아카마쓰 노리시게와 함께 비젠에서 오우치 노리히로와 싸웠으나 패하였다. 교토쿠(享徳) 3년(1454년) 3월, 히젠 고세노(巨勢野)에서 규슈 단다이(九州探題) 시부카와 노리타다(渋川教直)와 싸웠고 고쇼(康正) 원년(1455년)에는 마쓰라(松浦)로 달아났다. 조토쿠(長禄) 3년(1459년) 지쿠젠국(筑前国)에서도 노리히로에게 패해 쓰시마로 달아나야 했다.。
간쇼(寛正) 6년(1465년) 9월 3일에 호소카와 씨와 대립하고 있던 지쿠젠 슈고 오우치 노리히로가 사망하면서 10일에 노리요리가 지쿠젠 슈고로 임명된다.
오닌(応仁) 원년(1467년) 오닌의 난(応仁の乱)이 발발하고 서군(西軍)에 가담해 교토로 상경한 오우치 마사히로(大内政弘)에 맞서 세력 회복을 노리고 동군(東軍)과 통하였고, 사다모리의 아들 시게모토(成職)의 가신인 소 모리타다(宗盛直)와 함께 집안 대대의 영지였던 다자이후(大宰府)를 쳤으나 패배하였고 이듬해 오닌 2년(1469년) 지바 노리타네(千葉教胤)나 기쿠치 다케쿠니(菊池武国) 등과 병사를 일으켜, 다자이후를 점거하고 있던 오우치 씨(大内氏)의 슈고다이(守護代) 닌보 모리야스(仁保盛安)를 쳤지만 거꾸로 오우치 마사히로의 명을 받은 동생 지쿠시 요리카도(筑紫頼門)나 시부카와 요시타네(渋川義種)의 군세에 패배, 지쿠젠의 시마 군(志摩郡)에 있던 다카스 성(高祖城)에서 자결하였다.
쇼니 씨를 재흥시키는 목표는 마사스케(政資)에게로 넘어갔다.

## 출전
- 『역대진서지』(歴代鎮西志)
- 『역대진서요략』(歴代鎮西要略)
- 『고하나조노 천황기』(後花園天皇紀, 가키쓰 원년 정월)
- 『시가 문서』(志賀文書)
- 『지카모토 일기』(親元日記) - 무로마치 시대 만도코로(政所)의 시쓰지다이(執事代)였던 니나가와 지카모토(蜷川親元, 1433~1488)의 일기.

| 전임 쇼니 요시요리 | 제14대 쇼니씨 당주 | 후임 쇼니 마사스케 |